# Cymodoce trilobata
Cymodoce trilobata is een pissebed uit de familie Sphaeromatidae. De wetenschappelijke naam van de soort is voor het eerst geldig gepubliceerd in 1905 door Miers in Hansen.